# Sainte-Trie
Sainte-Trie település Franciaországban, Dordogne megyében. Lakosainak száma 113 fő (2022. január 1.). Sainte-Trie Salagnac, Juillac, Segonzac, Teillots, Boisseuilh és Génis községekkel határos.

## Népesség
A település népessége az elmúlt években az alábbi módon változott:
| Lakosok száma | 146  | 136  | 118  | 130  | 114  | 109  | 110  | 110  | 110  | 113  |
|               | 1968 | 1982 | 1990 | 2006 | 2013 | 2015 | 2017 | 2019 | 2020 | 2022 |